# Den andra skivan
Den andra skivan är ett studioalbum från 2003 av den svenska poptrion GES. Det placerade sig som högst på 2:a plats på den svenska albumlistan.

## Låtlista
1. Händerna på täcket
2. Sångerna om sommaren
3. Handen på hjärtat
4. Den andra kvinnan
5. Utantill
6. Lika bra som jag
7. Den stora kärleken
8. Vin och rosor
9. Inga kvinnor kvar
10. Dom kommer och dom går
11. Hon vet vad hon vill ha
12. Tar Gud American Express?

## Listplaceringar
| Lista (2003) | Topplacering |
| ------------ | ------------ |
| Sverige      | 2            |